# Arnsberg (Wipperfeld)
Arnsberg ist eine Ortschaft im Ortsteil Wipperfeld der Stadt Wipperfürth im Oberbergischen Kreis im Regierungsbezirk Köln in Nordrhein-Westfalen (Deutschland). Neben diesem Arnsberg gibt es in Wipperfürth auch noch die gleichnamige Ortschaft Arnsberg im Ortsteil Hämmern.

## Lage und Beschreibung
Arnsberg liegt 1,3 km nordöstlich des Ortszentrums von Wipperfeld und 4,8 km südwestlich des Stadtzentrums von Wipperfürth an der Grenze zu Hückeswagen in einer Höhenlage von 310 m ü. NN. Nachbarorte sind Niederdhünn, Odenholl, Schniffelshöh und Oberholl (Wipperfeld). 
Politisch wird der Ort durch den Direktkandidaten des Wahlbezirks 16 (160) Wipperfeld im Rat der Stadt Wipperfürth vertreten.

## Geschichte
Die historische Karte Topographia Ducatus Montani aus dem Jahre 1715 zeigt zwei Höfe und benennt diese mit „Ansberg“. Die Karte Topographische Aufnahme der Rheinlande von 1824 zeigt „Arnsberg“ auf umgrenztem Hofraum mit drei separaten Gebäudegrundrissen. Die Preußische Uraufnahme von 1844 benennt den Ort „Arensberg“. Ab der topografischen Karte von 1893 bis 1895 wird der Ortsname Arnsberg verwendet.

## Busverbindungen
Über die Haltestelle Schniffelshöh der Linie 427 (VRS/OVAG) ist Arnsberg (Wipperfeld) an den öffentlichen Personennahverkehr angebunden.

## Wandern
Der vom SGV ausgeschilderte Rundwanderweg A4 führt durch die Ortschaft. 